# Pont-l'Évêque, Oise

Pont-l'Évêque este o comună în departamentul Oise, Franța. În 1 ianuarie 2022 avea o populație de 671 de locuitori.